# Ensembl
Ensembl — спільний науковий проєкт Європейського інституту біоінформатики й Інституту Сенґера. Основним завданням цього проєкту є забезпечення спеціалістів інтегрованим доступом до баз даних, що стосуються будови геномів понад 50 видів хребетних, включно з людиною (Homo sapiens), мишею (Mus musculus), пацюком (Rattus norvegicus), рибкою Даніо-реріо (Danio rerio) та ін. Проєкт було запущено 1999 року перед завершенням проєкту «Геном людини».
Бази даних Ensembl регулярно оновлюються з частотою не менше двох разів на рік. Поточна версія проєкту 88 була опублікована 29 березня 2017 року. Свіжі новини проєкту публікуються на офіційному вебсайті. Там же можна знайти інформацію про очні освітні заходи з роботи з Ensembl. Основам роботи з системою можна також навчитись, переглянувши тематичне відео на сайті Ensembl і EMBL-EBI.